# Pattijoki

Karta utvisande den nutida kommunen Brahestad och förutvarande kommuners gränser.

Pattijoki var en kommun i landskapet Norra Österbotten i Uleåborgs län. 1 januari 2003 inkorporerades kommunen i Brahestads stad.
Pattijoki var enligt Statsrådets beslut 1992 (1364/92) för perioden 1993-2002 en enspråkigt finsk kommun.

## Administrativ historik
1912 överfördes ett område med 623 personer till Saloinens kommun.

## Politik

### Mandatfördelning i Pattijoki kommun, valen 1976–2000
| 6 | 5 |  | 14 |  |

| 6 | 4 |  | 14 | 2 |

| 6 | 4 | 2 | 13 | 2 |

| 5 | 4 |  | 15 | 2 |

| 5 | 5 |  | 13 |  | 2 |

| 4 | 5 | 15 |  | 2 |

| 4 | 5 | 17 |  |

## Befolkningsutveckling
| Befolkningsutvecklingen i Pattijoki 1880–2000 | Befolkningsutvecklingen i Pattijoki 1880–2000 | Befolkningsutvecklingen i Pattijoki 1880–2000 | Befolkningsutvecklingen i Pattijoki 1880–2000 | Befolkningsutvecklingen i Pattijoki 1880–2000 |
| --- | --------------------------------------------- | --------------------------------------------- | --------------------------------------------- | --------------------------------------------- |
| |                                               |                                               |                                               |                                               |
| År |                                               |                                               | Folkmängd                                     |                                               |
| 1880 | 1880                                          |                                               | 2 145                                         |                                               |
| 1890 | 1890                                          |                                               | 2 377                                         |                                               |
| 1900 | 1900                                          |                                               | 2 439                                         |                                               |
| 1910 | 1910                                          |                                               | 2 241                                         |                                               |
| 1920 | 1920                                          |                                               | 1 850                                         |                                               |
| 1930 | 1930                                          |                                               | 1 948                                         |                                               |
| 1940 | 1940                                          |                                               | 2 019                                         |                                               |
| 1950 | 1950                                          |                                               | 2 439                                         |                                               |
| 1960 | 1960                                          |                                               | 2 453                                         |                                               |
| 1970 | 1970                                          |                                               | 3 328                                         |                                               |
| 1975 | 1975                                          |                                               | 4 017                                         |                                               |
| 1980 | 1980                                          |                                               | 4 840                                         |                                               |
| 1985 | 1985                                          |                                               | 5 475                                         |                                               |
| 1990 | 1990                                          |                                               | 5 775                                         |                                               |
| 1995 | 1995                                          |                                               | 6 083                                         |                                               |
| 2000 | 2000                                          |                                               | 6 095                                         |                                               |
| Anm: För tidsserien 1880-1975 och 2000 avser uppgifterna befolkningen den 31 december nämnda år enligt områdesindelningen den 1 januari året efter. För åren 1980-1995 avser uppgifterna befolkningen den 31 december enligt områdesindelningen samma datum. |                                               |                                               |                                               |                                               |